# Рідеріх
Рідеріх (нім. Riederich) — громада в Німеччині, знаходиться в землі Баден-Вюртемберг. Підпорядковується адміністративному округу Тюбінген. Входить до складу району Ройтлінген.
Площа — 4,61 км2. Населення становить 4345 ос. (станом на 31 грудня 2020).